# Winning Post for Game Boy Advance
Winning Post for Game Boy Advance est un jeu vidéo de gestion se déroulant dans le monde du sport hippique développé et édité par Koei, sorti en 2001 sur Game Boy Advance. Il fait partie de la série Winning Post. Il s'agit de l'unique représentant de celle-ci sur Game Boy Advance et était disponible au lancement de la console.